# لقاطة (ولاية بومرداس)
لقاطة هي بلدة وبلدية تابعة لدائرة برج منايل بولاية بومرداس بالجزائر بين برج منايل و يسر. وفقا لتعداد عام 1998 بلغ عدد سكانها 11,884 نسمة.

## تاريخ
عرفت المنطقة في منتصف القرن التاسع عشر باسم حوش ليجاتا. وكانت موطناً لعائلة بن قانون التي امتلكت حوالي 4000 هكتار في المنطقة. وفي أعقاب ثورة المقراني، صادرت الحكومة الفرنسية هذه الأرض لإنشاء مستعمرة إيسربورغ هناك عام 1874. وبعد استقلال الجزائر عام 1962، تم استعادة اسم ليجاتا.

## الجغرافيا

### الموقع الجغرافي
يحد بلدية لقاطة كل من:
- شمالا: البحر الأبيض المتوسط
- جنوبا: بلدية برج منايل وبلدية يسر
- شرقا: بلدية جنات
- غربا: بلدية زموري وبلدية سي مصطفى

### الطبيعة
في شمال البلدة على طول ساحل البحر الأبيض المتوسط، تهيمن غابة المندورة على أشجار الصنوبر الحلبي وغيرها من نباتات البحر الأبيض المتوسط. ويمتد نهر وادي يسر بالقرب من المدينة نفسها إلى حافة الغابة.

### الوديان
يتضمن إقليم هذه البلدية العديد من الوديان منها: وادي يسر، وادي منايل، .وادي شندر

## الاقتصاد
تمتاز البلدية بطابعها الفلاحي المتنوع والكثير حيث تعد من أكثر البلديات المنتجة للخضر والفواكه في الولاية منها (البطاطا، البصل، الخيار، الطماطم، البرتقال، الليمون، الخوخ، العنب...). تمتاز أيضا بطابعها الغابي الكثيف وتنوع حيواناتها منها: (الأرنب البري، الذئب الأبيض وأعداد كبيرة من الطيور منها: طائر الحسون (المقنين) البجع اللقلق طائر النورس الزرزور السمان الحجل.

## مواضيع ذات صلة
- بلديات ولاية بومرداس
- دوائر ولاية بومرداس